# خوان موديستو
خوان موديستو (بالإسبانية: Juan Guilloto León)‏ هو عسكري إسباني، ولد في 24 سبتمبر 1906 في إل بويرتو دي سانتا ماريا في إسبانيا، وتوفي في 16 أبريل 1969 في براغ في التشيك.